# عشيرة (محافظة الطائف)
عشيرة قرية سعودية، ومركز يتبع لمحافظة الطائف في منطقة مكة المكرمة. تقع شمال مدينة الطائف بمسافة تقارب (75) كم ، كانت في السابق مورد ماء للبادية و محطة استراحة للملك عبدالعزيز على طريق نجد - الحجاز

## مساحتها وعدد سكانها
تقدر مساحة الإجمالية لمركز عشيرة بحوالي 670 كم2 ويبلغ عدد سكانه نحو 14460 نسمة بكثافة تصل إلى 22 نسمة / كم2 ويضم المركز في نطاق خدماته 18 قرية

## من أسماء عشيرة
عشيرة، ومشحذ والابرق.

## الموقع الجغرافي
يربط المركز طريق (عشيرة / المحانى) المتفرع شمالا من طريق (مكة /الرياض) الذي يسهل اتصاله مع مدينة الطائف عاصمة المحافظة والمراكز الأخرى.
تتوافر للمركز بعض المقومات والامكانات التنموية المتمثلة في وجود مناطق صالحة للزراعة و الرعي، بينما تغطي مناطق الحرات الجزء الغربي من المركز مما يعتبر من المحددات القوية للتنمية.

## المناطق السياحية
منتزه مخيم الملك عبد العزيز بعشيرة التي اتخذها الملك عبد العزيز استراحةً ومحطة له يستريح فيها عند مروره لأداء فريضتي الحج والعمرة حيث يطيب له برودة هوائها العليل وعذوبة مائها وينعم بظلال أشجار وادي العقيق الكثيفة، ودائماً مايكون في معيته أبنائه البررة وحشدُ كبير من الوزراء والمستشارين والمسؤولين.
بقيت هذه المحطة وبقيت هذه الأثار حتى كادت ان تختفي للأبد إلى أن قدم خادم الحرمين الملك عبد الله بن عبد العزيز إلى عشيرة حينما كان ولياً للعهد في فترة حكم خادم الحرمين الملك فهد، بتاريخ 19 / 5 / 1422 هـ إبان افتتاح محطة توليد كهرباء مناطق شمال الطائف ومن ثم قام بافتتاح منتزه الملك عبد العزيز
تقع الحديقة بمحاذاة عشيرة من الشمال وبوابتها
على طريق عشيرة المحاني

## القرى التابعة (الواقعة بنطاق الخدمة)
الحماده (القرافين) – آل مشعان – العاند – المحدثه – العزيزيه – العيينه – اللسنه – المويقعه – الفيصليه – هجره ناشى الفرهود (السوارقيه) – الشهيبيه – الودى – الكويمه – المستقل – الضعانه – الشعرية